# Opa Sanganté
Pour les articles homonymes, voir Sangante.
Opa Sanganté, né le  1er février 1991 à Diannah Malary au Sénégal, est un footballeur international bissaoguinéen à l'USL Dunkerque.

## Biographie

### En club
Opa Sanganté est natif du Sénégal. Il vient s'installer en France à l'âge six ans, et grandit en région parisienne, à Franconville, puis à Saint-Denis. Opa Sanganté est le cousin de Arouna Sangante
Il commence sa carrière à l'AS Beauvais en Championnat de France amateur. Il y passe trois ans, puis décide de partir au FC Chambly afin de pouvoir évoluer en National. En 2016, Opa découvre la Ligue 2 en s'engageant avec La Berrichonne de Châteauroux. Pour sa première saison en Ligue 2, il joue 27 matchs.

### En sélection nationale
Opa Sanganté dispute sa première compétition internationale lors de la Coupe d'Afrique des nations 2021 au Cameroun. En décembre 2023, il est retenu dans la liste des vingt-cinq joueurs bissao-guinéens sélectionnés par Baciro Candé pour disputer la Coupe d'Afrique des nations 2023.

## Palmarès
- Champion de France de National en 2017 avec La Berrichonne de Châteauroux